# Городець (Сарненський район)
Городе́ць — село в Україні, у Сарненській міській громаді Сарненського району Рівненської області. Населення становить 2109 осіб.

## Історія
Про Городець, а також і про інші городи, що були розташовані над Горинню, так звані погоринські городи згадано в «Літописі руському» за 1157 рік. Тут читаємо «Григорій же, прийшов до Дорогобужа, сказав Володимиру Андрійовичу. Сину, я із отцем, із твоїм братом Андрієм хреста цілував на тім, що коли хто із нас двох останеться, то той буде дітям обох нас за отця і волость удержить. А потім я хреста цілував мати тебе за сина і Володимир тобі добути. Нині ж, сину, оскільки я тобі Володимир не добув, то ось тобі волость.» І дає він йому Дорогобуж і Пересипницю, і всі погоринські городи, а синові своєму Борисові дав Турів. Городець, як місто, загинуло від татаро-монгольської навали. Городець належав до погоринських міст 11-13 ст., а в 15-му — до маєтків князя Льва Свидригайла.
Вже як село, Городець згадується в 1492 році, коли воно належало князю Олександру Гольшанському, який на Поліссі мав великі земельні володіння: луги, ліси, пасовища. Пізніше всі ці маєтності перейшли до князів Острозьких. Всі вони були між собою тісно пов'язані родинними вузами.
Станом на 1885 рік у колишньому власницькому селі Городецької волості Луцького повіту Волинської губернії мешкало 1140 осіб, налічувалось 136 дворів, існували православна церква, школа, постоялий двір, водяний млин.
За переписом 1897 року кількість мешканців зросла до 1876 осіб (926 чоловічої статі та 950 — жіночої), з яких 1663 — православної віри.
Проте кріпаччина, попри всі свої негативні сторони, не могла вбити душі селянина, його потягу до великого, прекрасного. Як свідок цього — велика дерев'яна церква, яку в XVII ст. звели тут місцеві будівники, і яка своєю оригінальністю належала, як згадує в своїй двотомній праці «Стара Волинь і Волинське Полісся» професор Олександр Цинкаловський, до перлин монументального дерев'яного зодчества. 1836 року на кошти парафіян на місці старої церкви було побудовано з дерева нову, так звану Миколаївську Церкву.
На березі ставка, що біля панського маєтку, малював знамениті картини видатний польський художник Юзеф Крашевський, тут пізнав правдиве кохання. Ще й тепер про це ходять легенди. Сюди з'їжджались літературна і артистична еліта з Варшави й Кракова. У Городці народився і прожив 5 перших своїх літ поет, драматург, прозаїк, літературний критик, журналіст і театральний режисер Авенір Коломиєць — відомий на теренах Західної України у 20-30-х роках, деякий час жила в Городці письменниця Галина Гордасевич.
А ще часто переказують розповідь про прекрасні бузкові алеї та сім велетенських осик, під однією з яких застрелився панський бухгалтер, бо на кілька копійок не склався йому баланс…
20 січня 1943 р. бійцями УПА у складі загону «Коробки» (включаючи групу Довбенка) біля села було знищено німецький загін, до складу якого окрім німців входили також власовці.
25 квітня 1944 р. між селами Антонівка і Городець відбувся 9-годинний бій куреня УПА «Кори» з понад тисячею військ НКВД. Було вбито понад 300 енкаведистів — очевидці розповідали, що їх трупи пливли річкою Горинь понад тиждень. Здобуто багато зброї. Втрати повстанців — 7 вбитих і 16 поранених.
Після адмінреформи 2016—2020 рр. село входить до складу Сарненського району.
Відповідно до Розпорядження Кабінету Міністрів України від 12 червня 2020 року № 722-р «Про визначення адміністративних центрів та затвердження територій територіальних громад Рівненської області» увійшло до складу Сарненської міської громади.

## Населення
За переписом населення 2001 року в селі мешкали 2 083 особи.

### Мова
Розподіл населення за рідною мовою за даними перепису 2001 року:
| Мова            | Кількість | Відсоток |
| --------------- | --------- | -------- |
| українська      | 2086      | 98.91%   |
| російська       | 21        | 0.99%    |
| польська        | 1         | 0.05%    |
| інші/не вказали | 1         | 0.05%    |
| Усього          | 2109      | 100%     |

## Історія бібліотеки

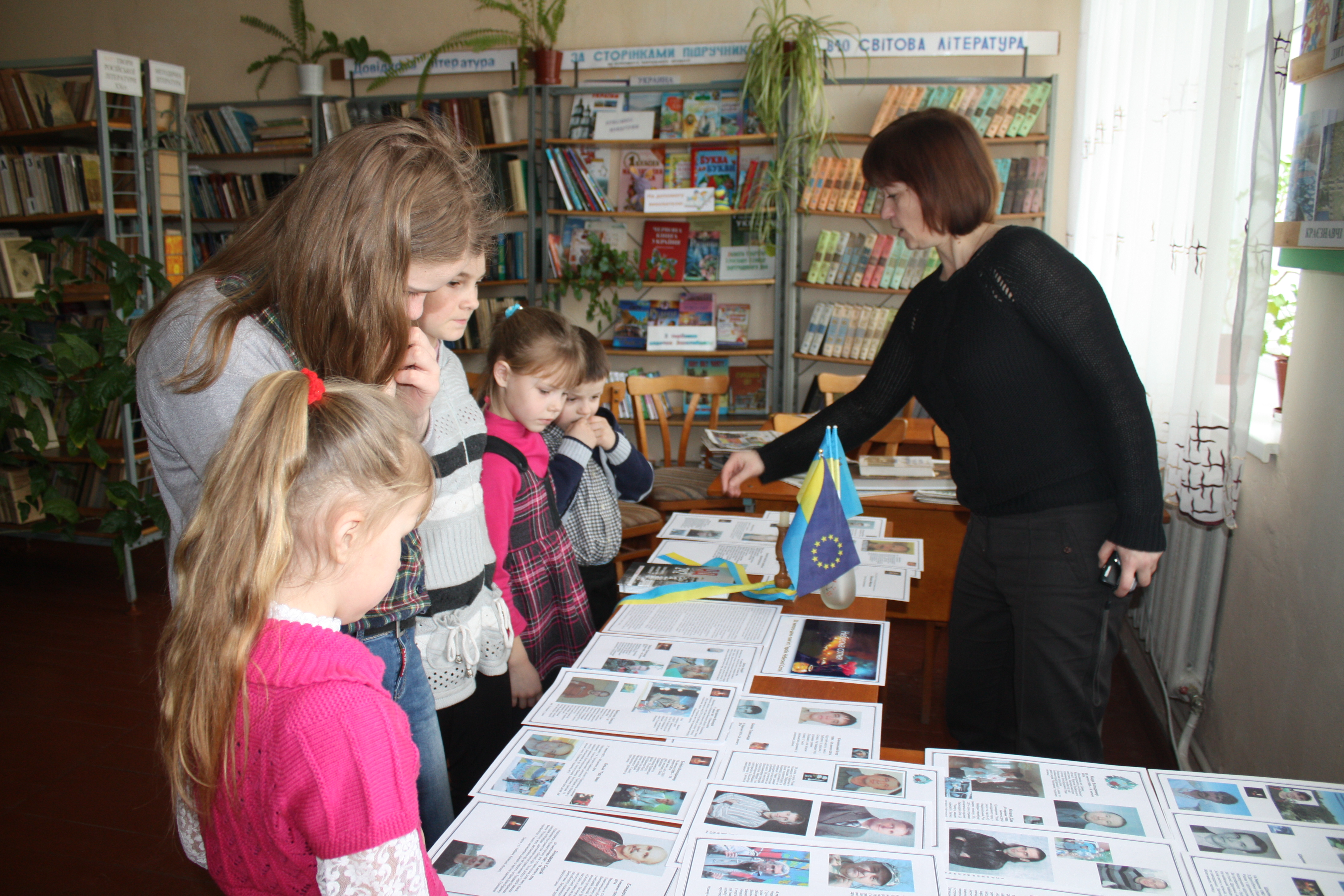
Завжди людно у бібліотеці

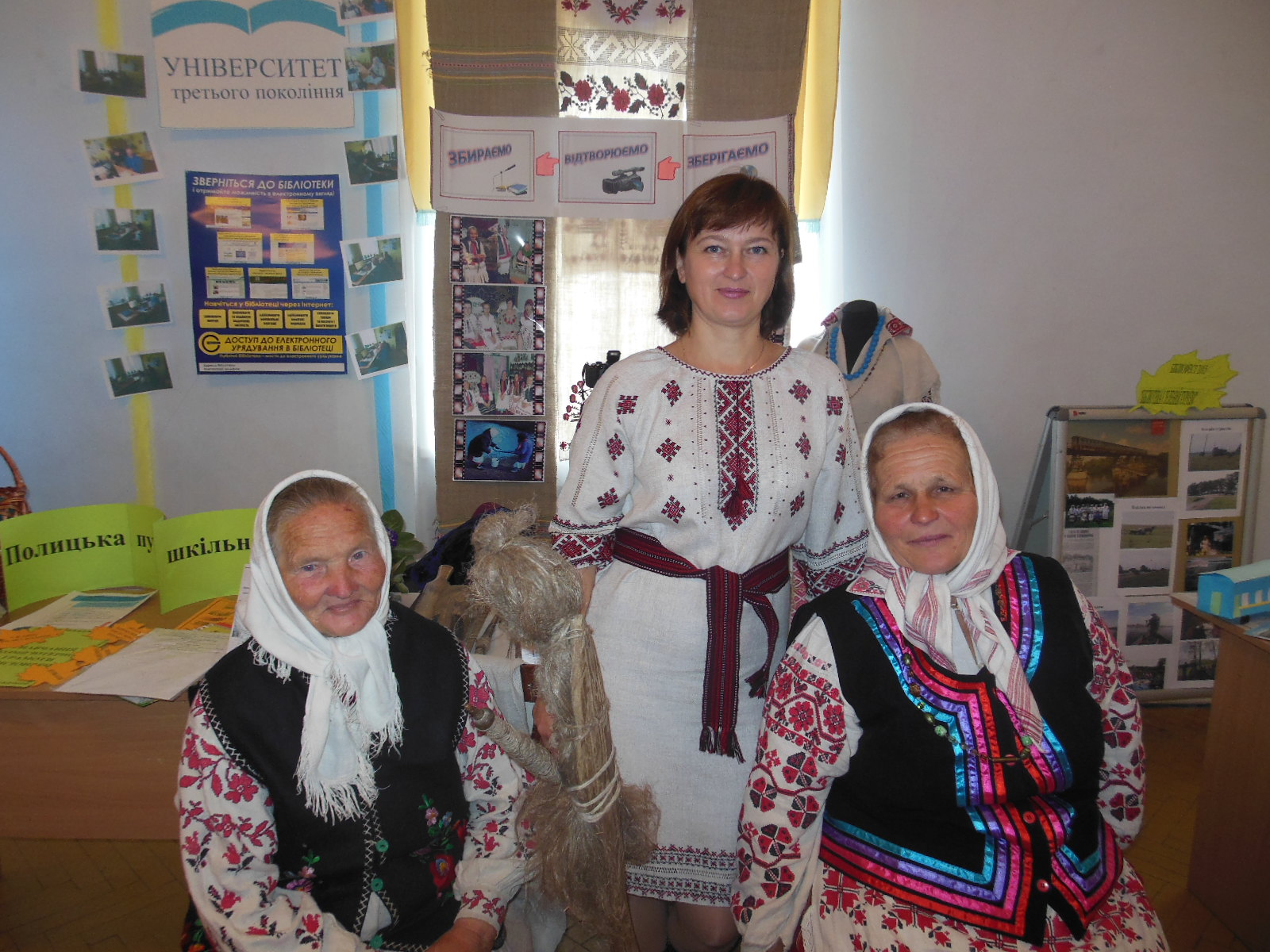
На «Бібліофесті»

У 40 — 50 роках розпочалася інтенсивна відбудова освітніх закладів, шкіл, бібліотек. Торкнулася ця відбудова і нашого мальовничого села Городець. У ті часи в невеликій хаті в центрі села розмістилася центральна сільська бібліотека. Архів якої складав лише декілька книг. Першим працівником читальні був Шерехора Іван Якович. Основними постачальниками бібліотеки були селяни, які приносили сюди в дарунок книги ще з воєнних часів. З часом маленька бібліотека стала розширенішою. І в середині 50-х років з приміщення сільської хати бібліотека переміщена в сільський будинок культури. За ці тяжкі роки бібліотека змінила кілька працівників, які віддавали для неї свою любов, турботу, старалися ввести щось нове в її історію.
З 60-х років про бібліотеки стала піклуватися влада, і маленька бібліотека перетворилася на «бібліотеку» у повному значенні цього слова.
У 1963 році зав. бібліотеки стала Герасимюк Євгенія Онисимівна.
Поступово фонд бібліотеки став зростати, почали надходити різні журнали, газети які були популярними («Радянська жінка», «Всесвіт», «Червоний прапор», «Сільські вісті». Бібліотека неодноразово була нагороджена різними грамотами.
З 1974 року, у зв'язку з великою кількістю читачів (близько 1500 тис.) бібліотеку обслуговують вже два працівники: Герасимюк Є. О. та Бірук Є. В.. 1976 року бібліотека заслужила звання «Бібліотека відмінної роботи».
В 2003 році бібліотеку перенесли в приміщення сільської ради. Поряд із сільською бібліотекою в селі працює і шкільна бібліотека. Заснована також в 50 роках. Першим бібліотекарем була Ганна Григорівна (приїжджа людина, на жаль прізвища не згадали). Як і сільська перша шкільна бібліотека також була розміщена в сільській хаті, з невеликим початковим фондом.
В 1964 році бібліотека розмістилась в приміщені Городецької середньої школи, де знаходилась до 1990 року. За цей час посаду бібліотекаря займали: З вересня 1967 по вересень 1969 року Моцик Володимир Микитович (нині вчитель історії): з грудня 1969 по жовтень 2002 року Пінчук Ганна Іванівна (нині пенсіонер). За роки їх роботи фонд бібліотеки зріс близько 22 тисяч примірників.
З вересня 1990 року і по даний час бібліотека знаходиться в приміщенні школи.
З жовтня 2002 року після реорганізації дві бібліотеки об'єднались в Городецьку публічно — шкільну бібліотеку.
На сьогоднішній день книжковий фонд бібліотеки становить 25 673 примірників книг, 2 комп'ютери, телевізор, копіювальна техніка. Бібліотека має підключення до мережі інтернет.
Діє клуб за інтересами «Господарочка».
Городецька публічно-шкільні бібліотека обслуговує 970 користувачів.

## Відомі люди

### Народилися
- Гордасевич Леонід Олександрович — священик, духівник УПА, багатолітній в'язень сумління радянських концтаборів.
- Кузьмич Сергій Михайлович (1997—2023) — старший солдат збройних сил України, учасник російсько-української війни.
- Віктор Степанович Мазаний — український письменник та журналіст, член Національної спілки письменників України, член Національної спілки журналістів України. Заслужений журналіст України.
- Мельник Макар Михайлович-«Кора» — командир загону «ім. Коновальця» групи «Заграва», керівник Білоруської округи ОУН ПСК «Одеса», лицар Золотого хреста бойової заслуги 1 класу.
- Моцик Олександр Федорович — посол України в США (2010—2015).
- Мороз Ольга Михайлівна (1971—2015) — українська журналістка.
- Тадеуш Єжи Стецький — краєзнавець та письменник.
- Кривко Іван Васильович, рік народження 1912, с. Городець Володимирецького району, Рівненської області. Учасник та інвалід ІІ групи Великої Вітчизняної війни (посвідчення № 283223) Перебував на фронті з січня 1944 року по 6 лютого 1945 року. Військова спеціальність — рядовий І категорії ВУС № 1 кулеметник (ПТР). Нагороди за бойові заслуги: орден Червоної Зірки, орден Вітчизняної Війни. В післявоєнний час працював польовим в радгоспі та обходчиком лісу в Антонівському ЛХЗ. Помер 22 грудня 1986 року.
- Ляшик Юрій Петрович, рік народження 1911, c. Городець Володимирецький район, Рівненська область. Учасник та інвалід Великої Вітчизняної війни. Перебував на фронті з 22.01.1944 до 29.10.1945 р. Військова спеціальність — кулеметник станкового кулемета. Військове звання рядовий; санітар-носильник (1945 р). Нагороди: медаль «За бойові заслуги», медаль «За перемогу над Німеччиною у Великій Вітчизняній війні 1941—1945 рр.». Помер 20.06.1999 року.

## Галерея

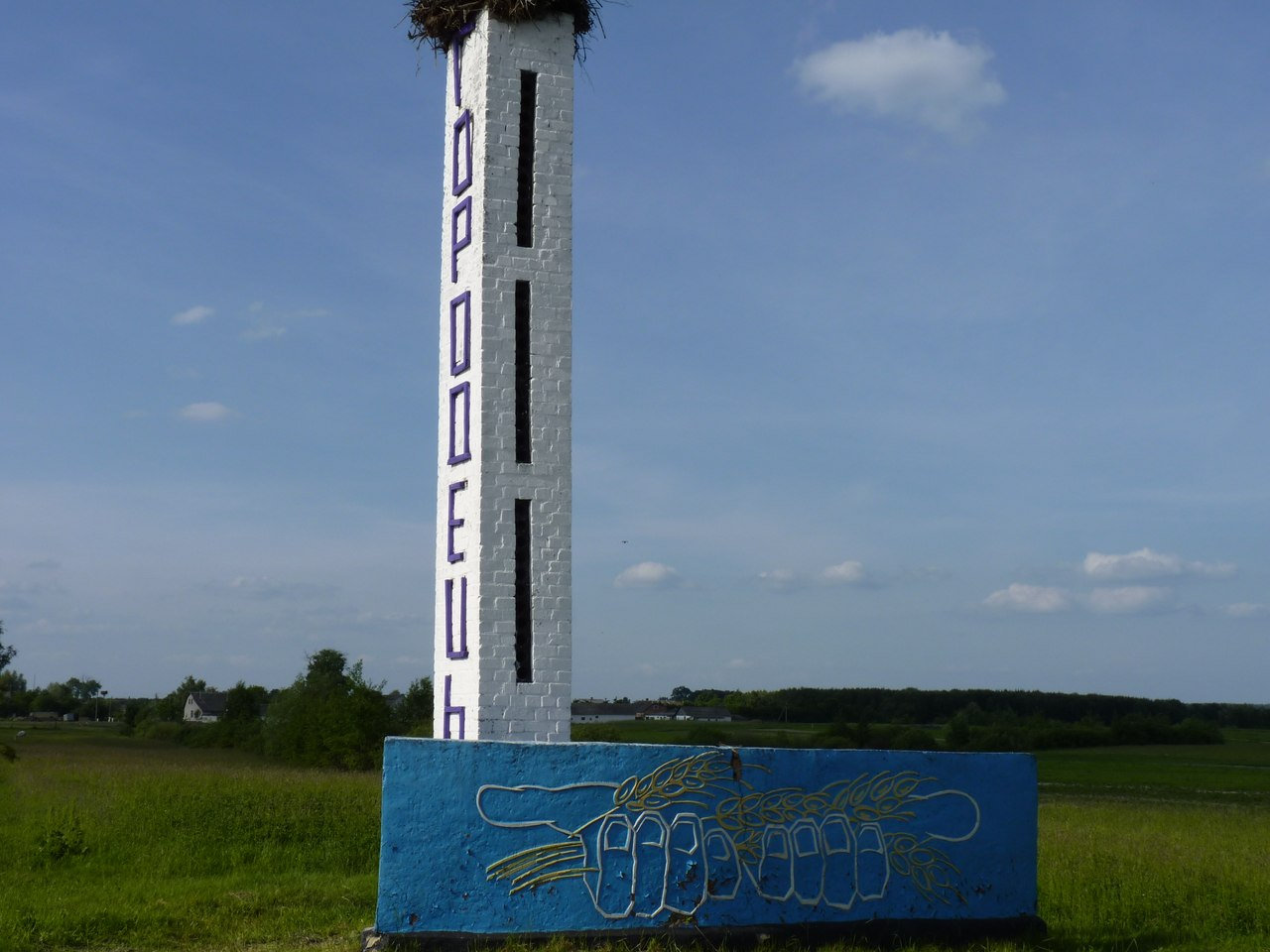
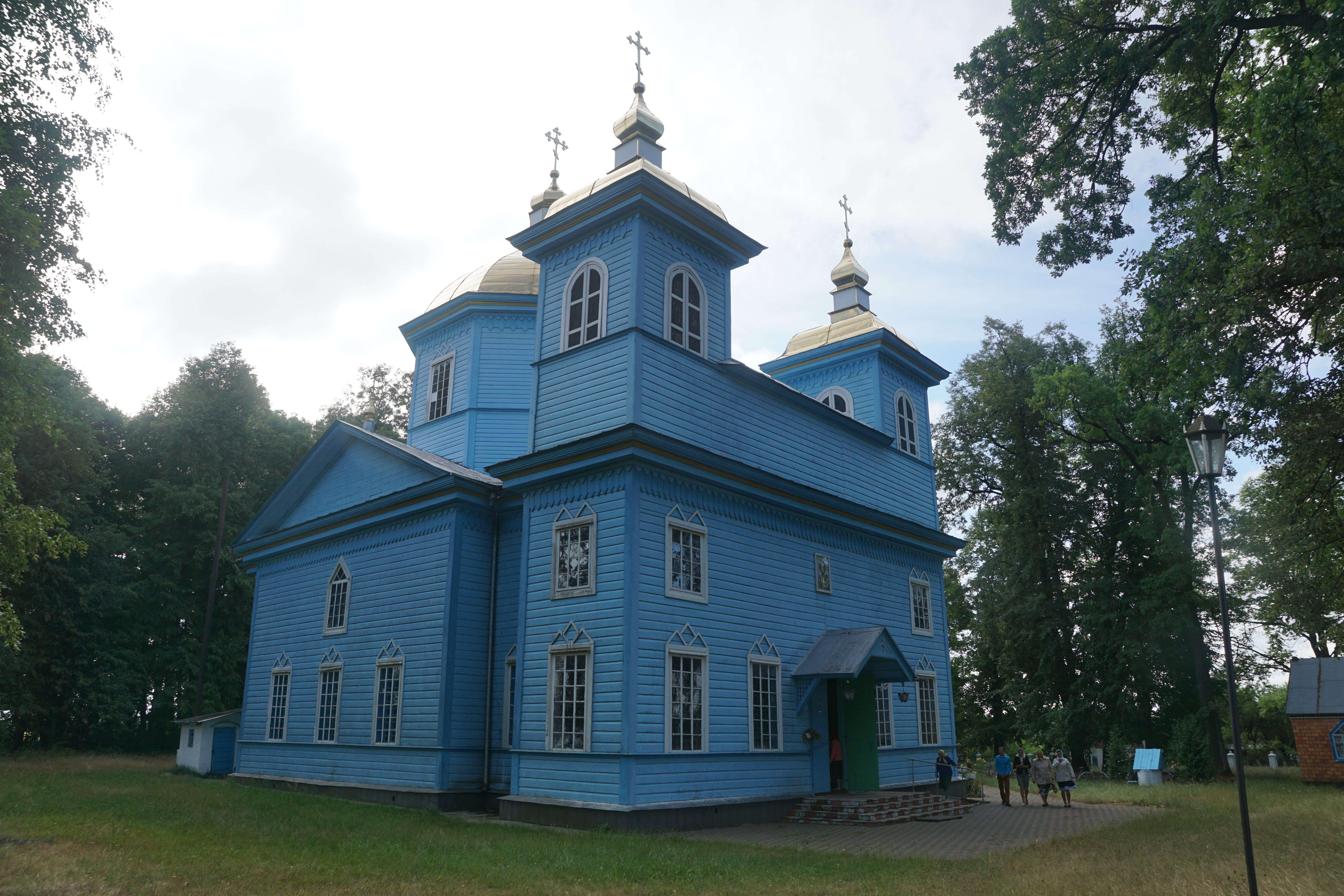
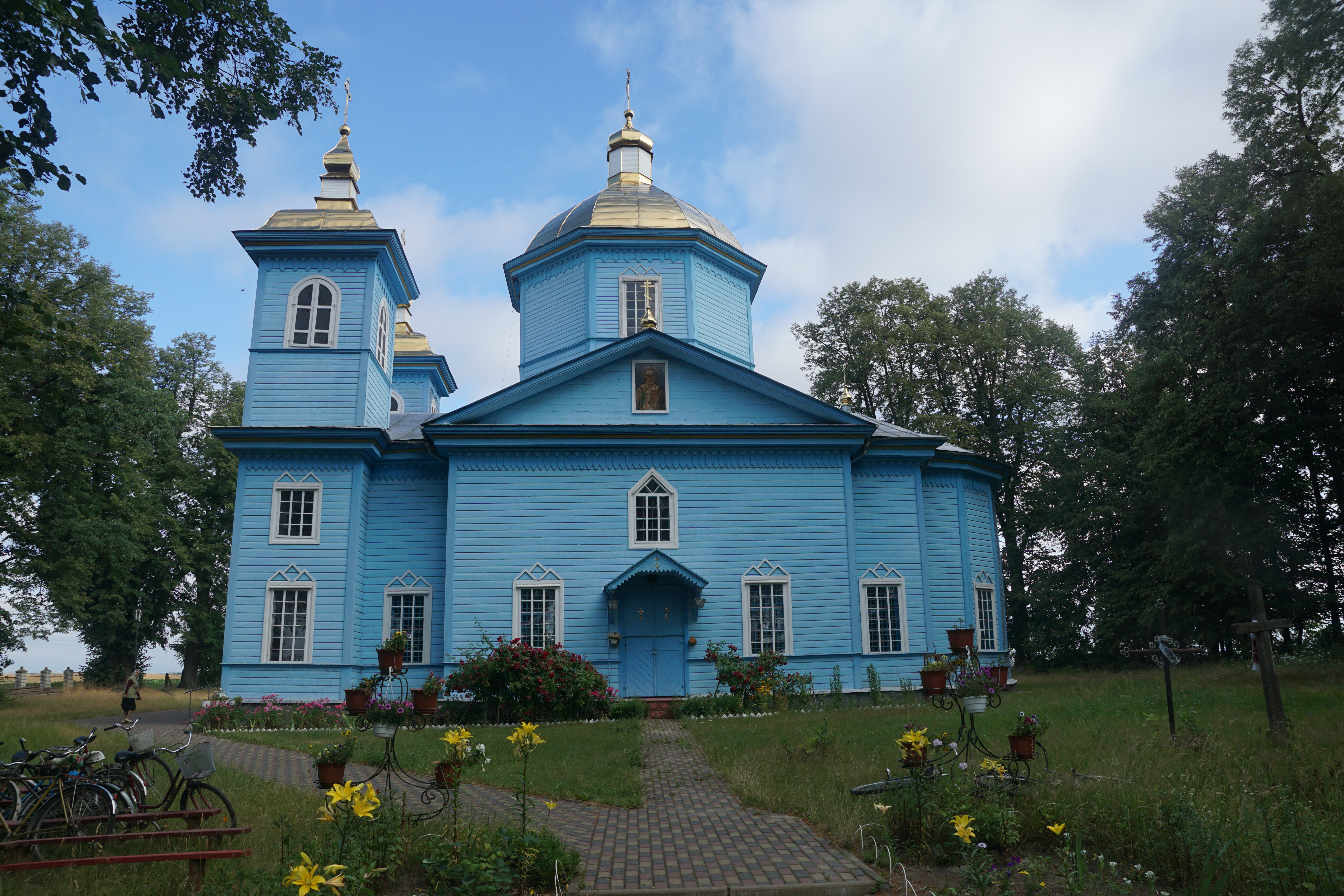